# 半纹小尼罗蛤
是弯锦蛤目黄锦蛤科黄锦蛤属的一种。主要分布于中国大陆、台湾，常栖息在水深520米软泥底。